# Vrbje
Vrbje es un municipio de Croacia en el condado de Brod-Posavina.

## Geografía
Se encuentra a una altitud de 93 m s. n. m. a 151 km de la capital nacional, Zagreb.

## Demografía
En el censo 2011 el total de población del municipio fue de 2215 habitantes, distribuidos en las siguientes localidades:
- Bodovaljci - 552
- Dolina -254
- Mačkovac - 289
- Savski Bok - 57
- Sičice - 391
- Visoka Greda - 217
- Vrbje - 456

| Gráfica de población de Vrbje 1857-2011                             |
|                                                                     |
| Según los censos de población de la oficina estadística de Croacia. |